# ARA Santísima Trinidad (D-2)
El ARA Santísima Trinidad (D-2) (DEST) fue un destructor Tipo 42 de la Armada Argentina construido en el Astillero Río Santiago (AFNE) e incorporado por la fuerza en 1980. Junto a su gemelo ARA Hércules constituyó la defensa antiaérea de área del portaaviones ligero ARA Veinticinco de Mayo.
Fue irradiado del servicio el 20 de diciembre de 2004 y en la actualidad se halla en Puerto Belgrano. Fue declarado en desuso el 16 de diciembre de 2020 pero la justicia interpuso una medida cautelar para evitar la pérdida de patrimonio histórico.

## Encargo y construcción
Luego de un estudio profundo en el que se analizaron las situaciones similares de las armadas medianas y de constitución similar a la propia, las ofertas de los astilleros europeos y los sistemas de armas modernos y experimentados, más las condiciones de aceptabilidad que limitaban la aceptación en el corto y mediano plazo, en agosto de 1969 se arribó a la decisión de encarar, como plan, la posible contratación en los astilleros ingleses Vickers de dos fragatas misilísticas Type 42. Como novedad de este Plan, la segunda de las unidades contratadas sería recibida en forma de entrega de sus materiales y equipos sin ensamblar, lo que ocurriría en un astillero local: Río Santiago, del AFNE (Astilleros y Fábricas Navales del Estado), y serían montados en el mismo.
Una de las críticas del proyecto fue que las fragatas inglesas, luego clasificadas como destructores, se basaron en que el prototipo de la serie en ejecución para la Marina Real, que sería el HMS Sheffield —posteriormente hundido en la guerra de las Malvinas— era construido en forma paralela al ARA Hércules (D-28) y, por lo tanto, no era un medio probado, como había determinado la comisión respectiva al expedirse, pasándose a compartir con los británicos el resultado y los costos del proyecto.
El alistamiento de la unidad en el AFNE, Astillero Río Santiago, se vio retrasado, ya que el 22 de agosto de 1975 se produjo un atentado explosivo por parte del pelotón «Arturo Lewinger» de la agrupación guerrillera Montoneros, mediante buzos tácticos que colocaron la carga de gelamon en un pilote del muelle al que estaba amarrada la nave, lo que causó su hundimiento parcial. La explosión produjo daños importantes principalmente en lo relativo a la deformación de ejes y cunas, pero ello no impidió una vez reflotada y reparada la terminación del buque, aunque con considerable demora respecto del calendario.  Se menciona que este atentado supuestamente causó problemas posteriores durante su uso durante la Guerra de las Malvinas principalmente en cuanto a las vibraciones que habría sufrido por la mencionada deformación de ejes y cunas. Las operaciones desarrolladas durante la guerra de 1982 agravaron el daño original del atentado. 
Finalmente su construcción es terminada el 29 de noviembre de 1980, día en que comienza una serie de navegaciones de pruebas en el litoral bonaerense, para el 1 de abril de 1981 zarpar desde la Base Naval Puerto Belgrano hacia Portsmouth, Inglaterra, a donde arribó el 24 de abril de dicho año, previas escalas en Río de Janeiro, Brasil, y en Puerto de la Luz, Canarias, España. Desde Portsmouth, realizó la puesta a punto operacional de sus sistemas (incluyendo el lanzamiento de un misil Sea Dart), hasta el 28 de noviembre de 1981, cuando inició el regreso a la Argentina, entrando en la BNPB el 21 de diciembre de 1981.

## Historial de servicio

### Actuación en la guerra de las Malvinas
Desembarco
Durante la Guerra de las Malvinas, el buque formó parte, para la reconquista de las islas, de la Fuerza de Tareas 40, comandada por el contraalmirante Gualter Allara, y dentro de esta, del Grupo de Tareas 40.3-Grupo de Escolta y Desembarco, junto al destructor ARA Hércules, y a las corbetas misilísticas Clase A-69 ARA Drummond y ARA Granville, cuyo comandante era el capitán de navío Julio D. Chaluleu, mientras que comandante del buque era el capitán de fragata José Luis Tejo. El objetivo de esta FT era: «Capturar los Objetivos Cuartel y efectivos de los Royal Marines, la localidad de Puerto Stanley y faro cabo San Felipe, colaborar en la captura del Aeródromo de Puerto Argentino y efectuar inicialmente, el control sobre la población a fin de contribuir a ocupar y mantener las Islas Malvinas, ejerciendo simultáneamente el Gobierno Militar del territorio».

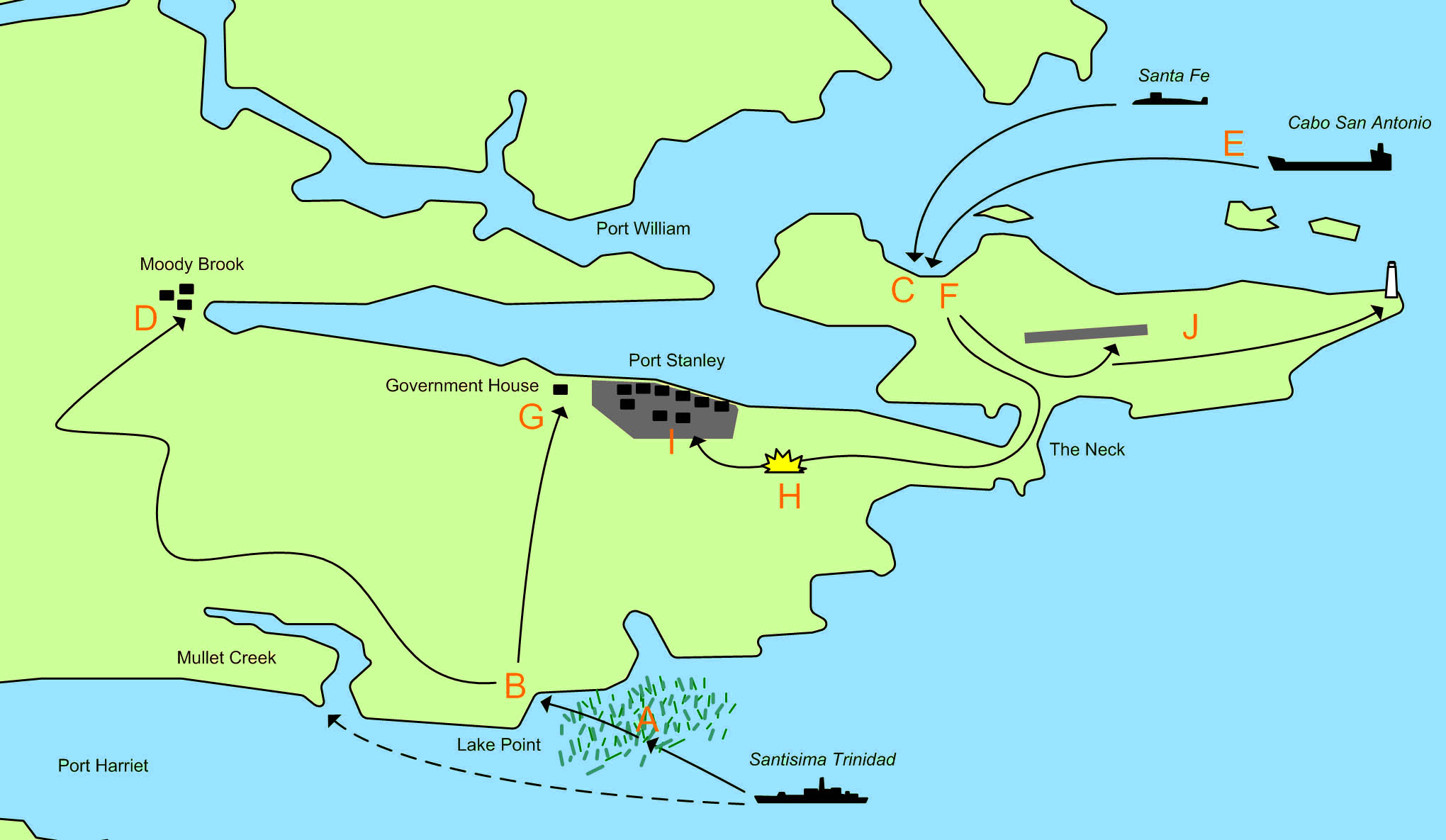
Esquema de la distribución de los buques para la noche del 1 de abril de 1982.

El 28 de marzo de 1982 a las 10:57, el ARA Santísima Trinidad zarpó como buque insignia del Comandante de la Fuerza de Tareas 40, embarcando a su comandante y al Comandante del teatro de Operaciones Malvinas, general de división Osvaldo Jorge García, junto al DEHE y al resto de los buques de la Flota de Mar, incluido el PAL ARA Veinticinco de Mayo (V-2). Al día siguiente la FT.40 inicia el desplazamiento hacia su objetivo, navegando a 14 nudos, en formación circular, protegiendo a la nave más valiosa del conjunto, el buque de desembarco de tanques ARA Cabo de San Antonio (Q-42), que llevaba las tropas y medios para el desembarco. Mar afuera se les une el rompehielos ARA Almirante Irízar (Q-5) (RHAI), y comienza la distribución de los planes y la cartografía necesarios por medios de helicópteros, mientras la FT.40 se destacaba en una posición al norte de las Islas.
El viento de incrementó y afirmó del sudoeste con intensidad de temporal, por lo que la FT.40 debió bajar su velocidad hasta tener un avance efectivo de 6 nudos. Debido a los golpes del mar, el destructor perdió parte de la carga de combustible que la Agrupación de Comandos Anfibios llevaba en tanques sobre su cubierta. Las pésimas condiciones del tiempo producían un sensible atraso en derrota de la Fuerza Anfibia, lo que se decide cambiar el Día "D" para el 2 de abril.
Mientras el Almirante Irízar reponía los tambores de combustible perdidos en el D-2, aviones Grumman S-2 Tracker del ARA Veinticinco de Mayo cumplían vuelos de exploración. El 1 de abril a las 21:18 el primer grupo de botes se desprendió del ARA Santísima Trinidad (D-2). A las 22:45 el grueso de la agrupación de comandos anfibios salió del buque en 19 embarcaciones destacándose el destructor en su zona de patrullado. A las 23:40 en la zona del aeropuerto se observó una bengala verde y al poco tiempo fue apagado el faro San Felipe. A las 6:22 del 2 de abril llegó la orden: «¡Primera ola al agua!» y desde el ARA Cabo San Antonio comienzan a desembarcar los LVTP-7 y LARC-V con fuerzas del Regimiento de Infantería 25 del Ejército Argentino.
Desde el buque, casi a las 7:00 se irradiaba un comunicado en el que intimaba a la población a no ofrecer resistencia para evitar derramamientos de sangre.
Luego de la reconquista de las islas, el 6 de abril, los buques de la FT.40 se replegaron a la Base Naval Puerto Belgrano, a la que arribaron el día 12 de ese mismo mes.
Operaciones posteriores
A mediados de abril, una vez disuelta la FT.40, la Flota de Mar tomó la designación operativa de Fuerza de Tareas 79, a cargo del contraalmirante Gualter O. Allara, y el buque pasa a formar parte del Grupo de Tareas 79.1, cuyo comandante era el capitán de navío José Sarcona, también Comandante del ARA Veinticinco de Mayo. El GT79.1 estaba constituido por el mencionado POMA con su grupo aeronaval embarcado, a cargo del capitán de corbeta Rodolfo Castro Fox, el DEST, el destructor ARA Py (D-27) y el Buque Tanque de YPF Campo Durán.
El Santísima Trinidad sufrió una avería que le redujo su velocidad y lo dejó con su operatividad parcialmente reducida. Para complementar la defensa aérea del GT.79.1 se incorpora entonces al grupo su gemelo, el ARA Hércules (D-1).
El 15 de mayo de 1982 se produjo un accidente del helicóptero Sea Lynx Mk.23 0739/3-H-142, que sufrió una detención brusca de una de sus turbinas y cayó al mar en llamas. Sus tres tripulantes, los TN Rodolfo Perciancanto, TC Pablo Loubet y SS Luis González, salieron ilesos, después de que la aeronave quedara semisumergida e invertida. El helicóptero fue rescatado siete días después, lo que determinó su baja con solo 600 horas de vuelo, aproximadamente.
Reparado el buque, continuó, luego del repliegue de los medios de la zona del conflicto, patrullando en aguas poco profundas, a salvo del ataque por parte de algún submarino nuclear británico. De hecho, a 70 millas al sudeste de Puerto Deseado captó señales de la presencia de un submarino, corroborado por un helicóptero del ARA Veinticinco de Mayo, no pudiéndose concretar el ataque.

### Tras la contienda
El ARA Santísima Trinidad fue asignado a la Primera División de Destructores, junto a su gemelo, el ARA Hércules —que cambió su indicativo pasando a ser el D-1—, y tuvo su apostadero en la Base Naval Puerto Belgrano.
Terminada su participación en la Guerra de Malvinas, el buque continuó operando con el resto de los buques de la Flota de Mar, de la Fuerza de Submarinos y aviones y helicópteros de la Aviación Naval, en las distintas ejercitaciones de la Armada Argentina, denominadas «Etapas de Mar».
También formó parte de distintos ejercicios con Armadas de otros países, como ser el Fraterno —con la Marina de Brasil— que entre el 24 de octubre y el 5 de noviembre de 1982 se desarrolló en aguas territoriales argentinas. Entre el 28 de septiembre y el 18 de octubre de 1983, con motivo del ejercicio Fraterno V, el buque, junto a las tres corbetas misilísticas A-69 y el submarino ARA Salta (S-31), se trasladan al Brasil para ejercitarse con buques de ese país. En febrero de 1985 el DEST visita la Base Naval Ushuaia. El 25 de noviembre de 1987 lanza un misil Sea Dart, con munición de combate, sobre un drone "Chimango", con resultado satisfactorio y entre el 23 de junio y 16 de julio de ese año toma parte de un ejercicio combinado con unidades de la Marina de Italia y visita el Apostadero Naval Buenos Aires (ADBA). Entre el 16 de marzo y el 27 de marzo participa de la Operación Grifo, desarrollada para la custodia de la soberanía e información de inteligencia en proximidades de la Zona de Exclusión, con motivo de la Operación Fire-Focus, efectuada por Gran Bretaña en las islas Malvinas.
El buque tuvo una corta pero intensa vida operativa, ya que operó efectivamente solo ocho años. Su última navegación operativa fue en junio de 1989. Desde entonces comenzó a ser canibalizado debido al embargo británico posterior a la guerra de las Malvinas, para servir como fuente de repuestos para su gemelo, el ARA Hércules.
En 2000, el ARA Santísima Trinidad fue puesto en «receso temporario». El 20 de diciembre de 2004, el Estado Mayor General de la Armada lo dio de baja.

### Hundimiento en Puerto Belgrano
El 21 de enero de 2013, el ARA Santísima Trinidad se hundió de costado tras una avería en una tubería mientras estaba apostado en la Base Naval Puerto Belgrano, escoró casi 80 % sobre su eje y tocó fondo en la dársena del citado puerto en el que estaba varado.
Más allá de la polémica por el hundimiento de la embarcación en Puerto Belgrano, el entonces ministro de Defensa Arturo Puricelli admitió que el Santísima Trinidad estaba «…fuera de mantenimiento … porque es un buque que va a desguace, a chatarra. Es como dejar un auto para mandar a chatarrearía; y usted no se pone a revisarlo para arreglarlo».
De acuerdo a las primeras pericias, el barco comenzó a hundirse por una rotura en un caño que se encuentra en un compartimiento cuyo ingreso estaba vedado. Es por ello que el ministro le ordenó al entonces jefe de la Armada Daniel Alberto Martín que realice un informe lo más rápido posible para determinar las causas del incidente que generó estupor en la antigua tripulación del barco.

### Reflote y proyecto de conversión a museo flotante
En 2014, la Armada Argentina comenzó el proceso para reflotar al Santísima Trinidad. Tras diversas maniobras coordinadas del Servicio de Salvamento y Buceo de la Armada, a mediados de diciembre de 2015, el buque fue adrizado (regresó a la vertical) y vuelto a flote. La Armada tuvo el proyecto de convertir al destructor en un museo recordatorio de la guerra de las Malvinas. Sin embargo, por el grave deterioro y la falta de recursos de la Armada para llevar adelante el proyecto, se destinó el casco del DEST para su desguace. Se decidió donar las partes a las asociaciones de veteranos de guerra. Al respecto, el entonces jefe de la Armada, Marcelo Srur, dijo que:

Hacerlo museo es como empezar la nave de cero, ya que el costado que apoyo está en malas condiciones y no nos podemos dar el lujo de acondicionar un barco para una función que nunca tuvo; y no es por decisión de la Armada, sino porque no tuvimos el aporte de aquellas asociaciones que en algún momento pensaron en ello.

Hubo una resolución del Estado Mayor General de la Armada que establecía remolcar y echarlo a pique con honores. Esto no fue posible hacerse por las condiciones desastrosas del destructor. Finalmente, el 17 de diciembre de 2020, el Poder Ejecutivo Nacional lo declaró en desuso y autorizó al Estado Mayor General su enajenación.
Un dictamen emitido por la sala II de la Cámara Federal de la ciudad bonaerense de Bahía Blanca, al ratificar una disposición del juez federal de esa jurisdicción, Walter López Da Silva, impide terminantemente al Gobierno Nacional avanzar en su iniciativa de vender en calidad de chatarra el destructor “Santísima Trinidad”, nave insignia del desembarco argentino en Malvinas en abril de 1982, varada desde el fin del conflicto bélico en Puerto Belgrano.
Se espera entonces que el Estado nacional disponga de una partida presupuestaria acorde para recuperar en valor al “Santísima” y convertirlo en un museo de la memoria de Malvinas.